# Pere Verdós i Mauri
Pere Verdós i Mauri   (Terrassa, 1855 - Barcelona, 1929) fou un metge català.

## Biografia
Es va llicenciar el 1878 a la Universitat de Barcelona, on obtingué el doctorat el 1882. El 1883 guanyà el premi Garí de la Reial Acadèmia de Medicina pel seu Tratado de las aplicaciones del alcohol, á las enfermedades agudas del pulmon y del corazon. Fou redactor de la Gaceta Médica Catalana i inventà un aparell que anomenà otoscopoprensor.
El 1887 es va casar amb Dolors de Fortuny i Miralles (†1934), filla d'Epifani de Fortuny i de Carpi (1838-1924), baró d'Esponellà, i de María Teresa Miralles de Pérez-Cabrero (1848-1935).